# Concordia (Automarke)
Concordia war eine französische Automarke.

## Unternehmensgeschichte
Das Unternehmen aus Paris begann 1903 mit der Produktion von Automobilen. Der Markenname lautete Concordia. Im gleichen Jahr endete die Produktion.

## Fahrzeuge
Im Angebot standen zwei Modelle. Dies waren der 10 CV und der 20 CV. Für den Antrieb sorgten Einbaumotoren der Société Buchet.